# Aducto (lingüística)
En la teoría de adquisición de lenguas (ver Adquisición de segundo lenguaje y Desarrollo del lenguaje), el aducto (a veces conocido también en textos en español con el anglicismo input) es la cantidad de lengua meta a la que un aprendiz se expone, tanto oída como leída. También se llama caudal lingüístico o datos de entrada, y es complementario del  educto.
Este caudal de lengua meta, a menudo le llega al aprendiente en un flujo superior al que es capaz de procesar, de modo que toda la información recibida no le resulta funcional en el aprendizaje. La cantidad que el aprendiente procesa y le resulta realmente útil para mejorar en su adquisición, se conoce como apropiación de datos, y a veces también se ha denominado en textos en lengua española con el anglicismo intake. 
La investigación en torno al aducto se ha centrado fundamentalmente en la descripción de este fenómeno y su papel en el proceso de adquisición de la segunda lengua. Existen varios enfoques para esta descripción según las diversas corrientes lingüísticas, los principales son:
- el de los conductistas, que lo ven como un modo más del control de la adquisición de la lengua por parte de los factores externos al individuo, representada como un proceso de interacción estímulo-respuesta, entendida esta segunda como una retroalimentación;
- el enfoque mentalista, que supone a los seres humanos poseedores de una capacidad específica innata para el lenguaje, que permite a todo niño conseguir el dominio de su lengua materna, mediante la exposición a los datos del aducto y a la interacción. Según este enfoque, la imitación del aducto es insuficiente por sí misma para adquirir la lengua;
- el enfoque  interaccionista, intermedio entre los anteriores que considera el aducto importante para la adquisición de la lengua, si bien está condicionado por los mecanismos internos del aprendiz.